# Spoorwegmuseum
A Spoorwegmuseum egy vasúti múzeum Hollandiában, Utrecht városában. A múzeum a város bezárt Utrecht Maliebaan vasútállomásán lett kialakítva.

## Kiállított járművek

### Gőzmozdonyok
- De Arend, másolat 1938-ból
- 13,  1865-ből
- 89 Nestor, 1880-ból
- 326, 1881-ből
- 107, 1889-ből
- 1622 (Bergkoningin), 1928-ból egy egykori holland gyarmatról
- 2104 (Blikken Tinus), 1914-ből
- 3737 (Jumbo), 1911-ből
- 6317 (De Beul), 1931-ből
- WD 73755 (Longmoor), 1945-ből

### Villamos mozdonyok
- NS 1010, 1949-ből
- NS 1107, 1111, 1125, 1950-ből és 1951-ből
- NS 1202, 1211, 1951-ből és 1954-ből
- NS 1302, 1312, 1952-ből és 1956-ból

### Dízelmozdonyok
- NS 103, 137, dízel-mechanikus, 1930-ból
- NS 311 (Sik), dízel-villamos, 1940-ből
- NS 508, 512 (Hippel), dízel-villamos, 1944-ból
- NS 629, 673 (Hippel), dízel-villamos, 1954-ből
- NS 2215, 2264, dízel-villamos, 1955-ből és 1956-ból
- NS 2498, dízel-villamos,  1956-ból

### További járművek
- mBC 6, mBD 61, átépítve 1500 voltra, 1908-ból
- mBD 9107, C 9410 (Blokkendoos), 1927-1928
- 27, dízel-villamos, 1934-ből
- 273, 1500 volt, 1952-ből
- NS 20 (Kameel), dízel-villamos, 1954-ből
- DE 41 (Blauwe Engel), Typ Plan X, dízel-villamos, 1954-ből
- 386, 1500 volt, 1962-ből
- 114, Typ Plan U, dízel-villamos, 1960-ból
- 876, Typ Plan V, 1500 volt, 1973-ból
- mP 3031 (Motorpost), 1500 volt, 1966-ból

### Személykocsik
- 4, 8, 10, Replica von 1938
- B 119, 2. Klasse, von 1902
- C 218, 3. Klasse, von 1874
- C 723, 3. Klasse, von 1910
- C 755, 3. Klasse, von 1907
- C 6478, 3. Klasse, von 1933
- Ces 8104, Cecr 8553 (Blokkendoos), 3. Klasse, von 1928 und 1931
- C 6703, CKD 6910, Plan E, 3. Klasse, von 1956
- AB 7709, RD 7659, Plan D, 1. und 2. Klasse von 1950 und 1951
- AB 7376, Plan K, 1. und 2. Klasse
- SR 8, SR 9 (Koninklijk rijtuig) von 1933 und 1932, Umbau 1953/56
- B 4118, von 1966
- WR 2287, WR 4249, WL 4750, von 1911, 1943 und 1973
- P 7920, Plan C, Postwagen von 1952
- Pec 1902, Stromlinienpostwagen von 1938
- D 1920, Gepäckwagen von 1914
- D 4088, Gepäckwagen von 1914
- D 7521, (Zesdeurs stalen D), Gepäckwagen von 1931
- 50 84 28-70 101, Benelux stuurstandrijtuig von 1986.

### Tehervagonok
- Gepäckwagens D6 der SS, Umbau von 1958
- mehrere Geschlossener Wagen: CHD 9807 der HSM, GW 463, S-CHRP 34411, S-CHO 7498, Gs 951 3 744, Uas 978 1 970, Gbs 978 1 981, 982, Hbis 225 0 071
- Postwagen: Hbbkkss 242 2 043 der PTT/NS von 1979.
- Dwarsliggerwagen: 29045
- Sandwagen: 172384
- Viehwagen: FO 3517 der SS von 1864.
- Rongenwagen: LWGK 87583, LWRK 87915.
- Kohlenwagen: GTUW 65248, GTM 59221
- Silowagen: Ubcs 99625 von 1961
- Kesselwagen: 515615P
- Müllwagen: Takkls 566 9 025
- Kühlwagen: Ibces 980 1 980
- Sonstige: Krahn 400 met Krahnwagen 941 1 525, 482 mit 974 1 503, kraan 970 1 816 von 1957

### Villamosok
- egy városi gőzmozdony: 2 Rijnlandsche Stoomtramweg-Maatschappij (RSTM) 1881-ből
- kettő villamos kocsi: 42, 44 a Wiener Lokalbahnen (WLB)-től
- Koppelwagen: K9 der Nederlandsche Tramweg Maatschappij (NTM)
- egy lóvasúti kocsi: 16 az STM-től
- kettő lóvasúti kocsi: Dk2, G1 az NTM-től

## Megközelítése
Utrecht Centraal állomásról közvetlen vonat jár a múzeumhoz, de megközelíthető gyalogosan is. A város összes fontosabb kereszteződésében segítő táblák jelzik a főbb nevezetességek irányát, köztük a vasúti múzeum helyét is.